# Alexa Grasso
Alexa Grasso är en mexikansk MMA-utövare som sedan 2016 tävlar i organisationen Ultimate Fighting Championship.